# Relaciones España-Turkmenistán
Las relaciones entre España y Turkmenistán existen formalmente desde 1992. 

## Relaciones diplomáticas
España y Turkmenistán establecieron relaciones diplomáticas el 19 de marzo de 1992. España mantiene acreditado en Ashjabad a su embajador en Moscú desde mediados de los años noventa. Turkmenistán acaba de acreditar (el 25 de septiembre de 2013) a su primer embajador en Madrid, también, como en el caso español, con residencia en Moscú.
La expedición de visados a los residentes en Turkmenistán que se proponen viajar a España corre a cargo de la sección consular de la embajada de Alemania en Ashjabad o del consulado general de España en Moscú.
En abril de 2007, recién investido Presidente Gurbanguly Berdymujamédov, el ministro de Asuntos Exteriores y de Cooperación, Miguel Ángel Moratinos, visitó Turkmenistán como presidente en ejercicio de la OSCE. Fue la primera visita de un miembro del gobierno español a Turkmenistán.
En el marco de una gira que realizó por Asia Central, el ministro Moratinos visitó de nuevo Turkmenistán en julio de 2009. Mantuvo una reunión con su homólogo turkmeno, Rashid Meredov. En dicha visita se acordó impulsar los encuentros a nivel político, la cooperación en el ámbito de la energía, la cooperación universitaria y la cooperación científico-técnica. Las relaciones bilaterales son todavía muy escasas.

## Relaciones económicas
Los intercambios comerciales entre España y Turkmenistán son mínimos y estadísticamente insignificantes. Las exportaciones de España a Turkmenistán
representaron en 2011 y 2012 el 0,005% y 0,011%, respectivamente, de las exportaciones totales españolas.
En 2012 las exportaciones españolas fueron más del doble de las de 2011 (+137%) y las importaciones se redujeron un 9,5%, con lo que la tasa de cobertura subió al 322% (123% en 2011).
Es necesario tener presente que, dada la reducida magnitud de los intercambios, las variaciones anuales en las exportaciones, importaciones, tasas de
cobertura y saldo comercial pueden tomar valores (absolutos) excesivamente grandes y, por tanto, poco significativos.
La casi totalidad de las importaciones españolas procedentes de Turkmenistán suelen ser productos textiles de algodón.

## Cooperación
No existen flujos de ayuda al desarrollo relevantes, ni de la AECID ni por parte de otros organismos autonómicos. La universidad de Córdoba mantiene diversas actividades de cooperación universitaria con Turkmenistán desde principios de 2004, habiendo liderado dos proyectos Tempus con la universidad Agrícola de Ashjabad. Ha creado un laboratorio y dotado de los microscopios y lupas necesarios a dicha universidad.
Ha promovido un tercer proyecto sobre la internacionalización de la educación superior en Turkmenistán (en coordinación con la universidad de Sevilla). El departamento de Historia Antigua de la universidad Autónoma de Madrid lleva a cabo un proyecto en la región (velayat) de Balkan para realizar excavaciones en el yacimiento arqueológico de Dehistán (en 2007 el rector de dicha universidad y el ministro turkmeno de Cultura y Radiotelevisión firmaron un acuerdo a tal efecto).

## Misiones diplomáticas residentes
- España no tiene embajada en Turkmenistán, pero su embajada en Moscú está también acreditada para este país.[4]
- Turkmenistán no tiene embajada en España, pero su embajada en Moscú está también acreditada para este país.[5]